# داست بول

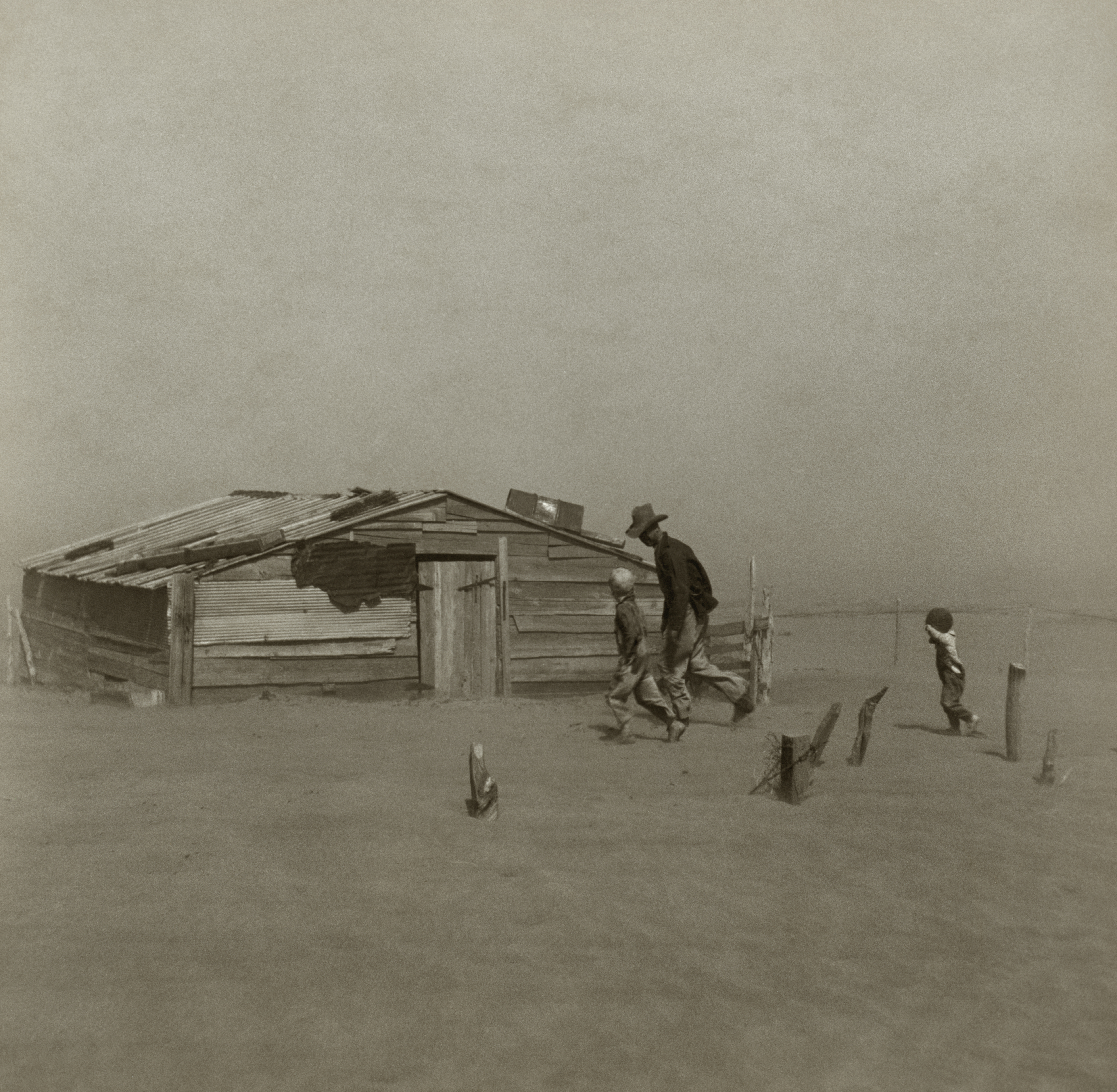
کشاورزی به همراه دو پسرش در این دوره در شهرستان سیمران، اکلاهما، ۱۹۳۶,

داست‌بول (انگلیسی: Dust Bowl)، کاسه‌ی غبار، غبارکاسه، دهه‌ی سیِ آلوده و یا دهه‌ی سیِ کثیف، به دوره‌ی طوفانهای گرد و غبار شدیدی گفته می‌شد که از سال ۱۹۳۰ تا ۱۹۳۶ میلادی (در برخی مناطق تا ۱۹۴۰) خرابی‌های فراوانی در زیست‌بوم و کشاورزی دشت‌های آمریکا و کانادا به بار آورد. این پدیده در اصل ناشی از خشکسالی‌های شدیدی بود که دست‌به‌دست چند دهه کشت‌و‌زرع گسترده و غیر اصولی داده بودند: کشت‌و‌زرع بدون چرخش و آیش، بدون کشت پوششی و یا سایر روشهای پیشگیری از فرسایش خاک.
شخم عمیقِ روخاکِ بکر دشت بزرگ (ناحیه‌ی وسیع شرق رشته کوههای راکی در آمریکا و کانادا)، بوته‌های ریشه‌دار و بومی را که همیشه در خشکسالی و ترسالی، نگهدار خاک و رطوبت بودند، ریشه‌کن کرده بود. در نبودِ این لنگرهای طبیعیِ نگه دارنده‌ی خاک، طی خشکسالی‌های طولانی دهه‌ی ۱۹۳۰، خاکِ خشک تبدیل به گرد و غبار شده، به شکل ابرهای تیره‌ی عظیم، به سوی شرق و جنوب رانده شد. این ابرها گاه تمام آسمان مسیر را تا شهرهای ساحل شرقی همچون نیویورک و واشینگتن دی‌سی تیره می‌کردند. زمینِ خشک و بی‌پوشش، عرصه‌ای بی‌مزاحم برای بادهای غالب شد، که بخش عمده‌ی خاکِ غارت شده را به اقیانوس اطلس تحویل می‌دادند. این طوفان‌های وسیع شن، گاهی کولاک سیاه و غلتک سیاه نامیده می‌شدند و بسیاری اوقات، قابلیت دید را تا حدود یک متر کاهش می‌دادند.
کاسه‌ی غبار، یک محدوده‌ی چهل‌میلیون هکتاری (چهارصد هزار کیلومتر مربع) را متأثر ساخت که مرکز آن تگزاس و اوکلاهما و مرزهای آن، نیومکزیکو، کولورادو و کانزاس بودند. میلیونها هکتار از مزارع، بایر شدند و صدها هزار نفر به اجبار خانه و کاشانه‌ی خود را رها کردند. خیلی از این خانواده‌ها به کالیفورنیا و ایالت‌های دیگری مهاجرت کردند ولی اوضاع اقتصادی‌شان در آن سالهای رکود بزرگ، تفاوت محسوسی با زادگاهشان نداشت. آنها دیگر زمینی نداشتند و کارگران خانه‌به‌دوشی بودند که با دستمزدهای بخور و نمیر در این مزرعه و آن باغ، میوه و صیفی می‌چیدند.
داست‌بول، تأثیرات متقابل گسترده‌ای با دنیای هنر و رسانه پیدا کرد. از جمله جان استاینبک، نویسنده‌ی نامدار، دو رمان خود را درباره‌ی این آدمها نوشت؛ ماندگارترین عکس‌های دوروتیا لنگ از جمله مادر مهاجر که یکی از شناخته‌شده‌ترین‌ها است در این دوره و در جهت بازنمایاندنِ این پدیده و پیامدهای آن ثبت شد؛ سوژه‌ی موسیقی وودی گاتری نیز داست‌بول بود و بالاخره مهاجران روستاییِ اوکلاهمایی، در کالیفرنیا موسیقی کانتری را به موسیقی کالیفورنیا پیوند زدند.

## علت‌ها
اروپایی‌ها در خلال اکتشافات اولیه‌ی خود در دشتهای بزرگ، ناحیه‌ای را که بعدها «کاسه‌ی غبار» شد، برای کشاورزی به‌سبک اروپایی نامناسب دانستند و این منطقه را «صحرای بزرگ آمریکا» نامیدند. نبود آبهای سطحی و اَلوار، منطقه را برای اسکان پیشگامان و کشاورزی، کم جذابیت می‌نمود. پس از جنگ داخلی، تب مسکن سازی افزایش یافت و با تصویب قانون اسکان و احداث راه آهن قاره‌ای و رسیدن امواج جدید مهاجران، این تب داغ‌تر شد. یک دوره‌ی تَرسالی غیر معمول در دشتهای بزرگ، اسکان جویان و دولت فدرال را گمراه کرد و آنان به این خیال که آب و هوای دشتهای بزرگ به‌طور دایمی تغییر یافته است، تکیه کلام بسازوبفروش‌ها را باور کردند که «‏باران، به‌دنبال گاوآهن است».
اولین کنش‌گاه‌های کشاورزی، عمدتاً مزارع دامداری آزادچَر بودند؛ با این وجود، زمستانهای سخت ۱۸۸۶ و چند سالِ پس از آن، و نیز عدم تعادل دام و مرتع که با خشکسالی کوتاه مدت ۱۸۹۰ روی داد، به تکیه‌ی هرچه‌بیشتر بر زراعت و توسعه‌ی زمینهای زراعی منجر شد. روند مداوم مهاجرت از اروپا، اسکان‌جویان را در آغاز قرن بیستم به دشتهای بزرگ رساند. آغاز دوباره‌ی تَرسالی غیر معمول، باور قبلی را در ذهنها تثبیت کرد که ناحیه‌ی نیمه خشک «سابق»، می‌تواند پذیرای کشاورزی گسترده باشد. توسعه‌ی فناوری، افزایش شخم‌زنی مکانیزه را در پی داشت و کشت‌ و زرع در مقیاس بزرگ را ممکن ساخت. جنگ جهانی اول، قیمت محصولات کشاورزی را بالا برد و کشاورزان را برای افزایش مداوم سطح زیر کشت، به‌شدت اغوا می‌کرد. در فلات للااسکوئدو، مساحت مزارع از ۱۹۰۰ تا ۱۹۲۰ دو برابر شد و سطح زمین‌های زیر کشت، از ۱۹۲۵ تا ۱۹۳۰ بیش از سه برابر شد.
مزرعه‌داران نه‌تنها از روشهای کشاورزی مناسب برای محیط زیست و اقلیم منطقه بهره نبردند؛ بلکه برعکس، روشهایی را به‌کار گرفتند که خاک را فرسایش می‌داد. پنبه کاران، مزارع را در طول ماه‌های زمستان، که بادها در های‌پلِینز (نبراسکا و نواحی واقع در جنوب آن) پر شدّت‌تر نیز هستند، بدون پوشش رها می‌کردند و علف‌های هرز را با سوزاندن کُلَش‌ها نابود می‌کردند و این هر دو کار، خاک را از عناصر مغذی طبیعی تُهی می‌کرد و آن را در معرض فرسایش هر چه بیشتر می‌گذارد.
بی‌پناهی خاک در برابر فرسایش، زمانی آشکار شد که خشکسالی شدیدی در سال ۱۹۳۴، دشتهای بزرگ را در بر گرفت. بوته‌های بومی که پیشتر، در طول صدها و هزاران سال مَرغزارها را پوشانده و نگه دارنده‌ی خاک و رطوبت بودند، اکنون با شخم بی‌رویه نابود شده بودند. خشکسالی، روخاک را خشک و شکننده کرد و آن را به دست باد داد. خاکِ غبار شده در هوا متراکم شد و ابرهای غبار را تشکیل داد. این وضعیت پابرجا بود، تا زمانی که با اجرای برنامه‌های حفاظت خاک، شرایط به آهستگی رو به بهبود رفت.

## ویژگی‌های جغرافیایی
بخش اصلی منطقه‌ی کاسه‌ی غبار‏، در غرب نصف‌النهار صدُم در های‌پلِینز (نبراسکا و جنوبِ آن) است، که شامل دشتهای موج‌دار در شمال و دشتهای مسطح در للااسکوئدو، نیومکزیکو است. ارتفاع از سطح دریا در شرق کاسه‌ی غبار ۷۶۰ متر و در مجاورت کوههای راکی ۱۸۰۰ متر است. ناحیه‌ای نیمه‌خشک است و سالانه کمتر از ۵۱۰ میلی‌متر بارندگی دریافت می‌کند. این میزان بارندگی، آنقدر هست که بتواند نیاز رطوبتی مَرغزارِ بومیِ کوتاه‌بوته را تأمین کند. منطقه همچنین مستعد خشکسالی‌های طولانی و تَرسالی‌های گاه‌وبیگاه است. طی سال‌های تَر، خاک غنی می‌تواند تولید زراعی خوبی داشته باشد، ولی گونه‌های زراعی در سالهای خشک ناتوانند. از اینها گذشته، منطقه در معرض بادهایی است که در مقایسه با همه‌ی مناطق، به‌استثنای مناطق ساحلی شدیدتر هستند.

## خشکسالی و طوفان گرد و غبار

نقشه‌ی ایالت‌ها و شهرستان‌های تحت تأثیر داست‌بول بین ۱۹۳۵ و ۱۹۳۸ که در اصل برای خدمات حفاظت از منابع طبیعی آماده شده بود. شهرستان‌هایی که شدیدتر تحت تأثیر بوده‌اند رنگی شده‌اند.

دوره‌ی ترسالی غیر معمول، که افزایش اسکان و کشت‌ و زرع را در دشتهای بزرگ تشویق کرد، در سال ۱۹۳۰ به سر رسید و جای خود را به خشکسالی گسترده و شدیدی داد که گیاهان زراعی را شکست داده، زمین‌های شخم زده را در برابر فرسایش بادی رها کرد. خاک خوب دشتهای بزرگ به سادگی فرسوده شده، با بادهای قاره‌ای به سوی شرق رانده شد.
تنها در یکی از طوفان‌های گرد و غبار سال ۱۹۳۳، در ۱۱ نوامبر، باد شدیدی خاک خشکیده‌ی تمام مزارع داکوتای جنوبی را به هوا برد. یک طوفان گرد و غبار دیگر نیز در بهار ۱۹۳۴، در روزهای ۹ و ۱۰ مِی انبوهی از روخاک دشتهای بزرگ را از جا راند. اَبرهای گرد و غبار، تا شیکاگو پیش رفتند و در آنجا بیش از ۵ میلیون تُن گرد و غبار بر زمین گذاردند. دو روز بعد، همین طوفان به برخی شهرهای شرق رسید و بوفالو، بوستون، کلِولند، نیویورک و واشنگتون‌دی‌سی را غبارپوش کرد. در زمستان (اواخر ۱۹۳۴ و اوایل ۱۹۳۵) برف قرمز در نیوانگلند (ایالت‌های شمال شرقی) بارید.

### یکشنبه‌ی سیاه
در ۱۴ آوریل ۱۹۳۵ که یکشنبه‌ی سیاه نام گرفت، بیست مورد از بدترین «کولاک‌های سیاه» رخ دادند و خسارت‌های بی‌اندازه به بار آمده، روز شبیه شب گردید و شعاع دید تا کمتر از یک‌و‌نیم متری کاسته شد. برآورد می‌شود که در این روز، سیصد میلیون تُن روخاک جابه‌جا از نواحی مَرغزاری برکنده شد و در نواحی دیگر به‌شکل غبار فروریخت.

## رانش انسانی
فاجعه‌ی کاسه‌ی غبار، عوارض اقتصادی رکود بزرگ را در منطقه تشدید کرد و به رانش انسانی منجر شد.

### کانادا
در نتیجه‌ی داست‌بول، دو سوّم مزرعه‌داران مثلث پالیسر در استان ساسکاچوان کانادا، برای گذران زندگی مجبور به دریافت کمک‌های دولتی شدند، که البته بیشتر ناشی از خشکسالی، تگرگ و آب‌وهوای غیر قابل پیشبینی بود و نه مستقیماً طوفان‌های گرد و غبار شبیه دشتهای بزرگ در ایالات متحده. بسیاری از کانادایی‌ها به نواحی شهری همچون تورنتو گریختند.

### آمریکا
وضعیت کاسه‌ی غبار، انبوه جمعیت رانده شده را وادار کرد از تگزاس، اوکلاهما و دشتهای بزرگ اطراف آنها، به نواحی مجاور مهاجرت کنند. بیش از پانصد هزار آمریکایی بی‌خانمان شدند. تنها در یکی از طوفان‌ها، ۳۵۶ خانه غیر قابل استفاده شد. بسیاری از افراد در جستجوی کار به غرب کشور مهاجرت کردند. برخی ساکنان دشتهای بزرگ، به ویژه در کانزاس و اوکلاهما مریض شدند و از ذات‌الریه‌ی غبار و سوءتغذیه جان باختند. مهاجرت دسته‌جمعی دوره‌ی کاسه‌ی غبار، بزرگترین عزیمت در طول تاریخ آمریکا در یک دوره‌ی زمانی کوتاه است. تا سال ۱۹۴۰، دو و نیم میلیون نفر به بیرون ایالت‌های واقع در دشتهای بزرگ نقل مکان کردند و از آن میان، دویست هزار نفر به کالیفورنیا رفتند. بی‌حاصل شدن زمین‌ها و مصادره‌ی خانه‌ها در سر رسید وام‌ها، بسیاری را مجبور کرد مزارع خود در اوکلاهما، آرکانزاس، میسوری، آیووا، نبراسکا، کانزاس، تگزاس، کولورادو و نیومکزیکو رها کنند.

## ویژگی‌های مهاجران
بررسی آمارهای اداره‌ی سرشماری آمریکا و دیگر پیمایش ها، نتایج قابل توجهی به دست می‌دهد. در ۱۹۳۹ اداره‌ی اقتصاد کشاورزی آمریکا مشاغلِ حدود ۱۱۶ هزار خانواده را که در دهه‌ی ۱۹۳۰ به کالیفورنیا رفته بودند، پیمایش کرد. تنها ۴۳ درصد از «جنوب غربی‌ها» دقیقاً پیش از مهاجرت کشاورز بودند. نزدیک یک‌سوّم کل مهاجران، افراد متخصص و یا کارمندان دفتری بودند.

## چاره‌سازی‌های دولت آمریکا
در یکصد روز اول ریاست جمهوری فرانکلین روزولت در سال ۱۹۳۳، برنامه‌های دولتی محافظت خاک و بازیابی توازن بوم‌شناختی کشور تهیه، و اجرای آنها آغاز شد. وزیر کشور، در آگوست آن سال دفتر فرسایش خاک را تأسیس کرد که در سال ۱۹۳۵ به وزارت کشاورزی منتقل شد و دفتر حفاظت خاک نامیده شد و در حال حاضر دفتر خدمات حفاظت از منابع طبیعی نام دارد.
به علاوه، پس از آنکه با هدف تثبیت قیمتها شش میلیون رأس خوک کشتار شدند، شرکت فدرال امداد مازاد ایجاد شد. شرکت مزبور وظیفه داشت کالاهای کشاورزی را به سازمانهای امدادی برساند. سیب، حبوبات، گوشت کنسروی، آرد و فراورده‌های گوشت خوک از طریق شبکه‌های امداد توزیع شدند. کالاهای پنبه‌ای نیز بعدها برای پوشاندن فقرا به این فهرست افزوده شدند.
در ۱۹۳۵، دولت فدرال دفتر امداد خشکسالی را تأسیس کرد تا هماهنگ‌کننده‌ی خدمات امدادی باشد. این دفتر، گاو و گوساله‌ها را در شهرستانهایی که وضعیتشان فوق العاده اعلام شده بود، هر رأس ۱۴ تا ۲۰ دلار خریداری کرد. در آغاز برنامه، بیش از ۵۰ درصد دام‌ها برای مصارف انسانی نامناسب تشخیص داده و کشته شدند. باقی گاو و گوساله‌ها به شرکت فدرال امداد مازاد تحویل داده شدند تا بین خانواده‌های امدادجو در سراسر کشور، غذا توزیع شود. گرچه برای مزرعه‌داران کار دشواری بود که گلّه‌های خود را تحویل دهند، برنامه‌ی کشتار گاوها به بسیاری از آنها کمک کرد تا به ورشکستگی نیافتند. برخی از آنها، برنامه‌ی دولتی خرید گاوها را نعمتی فرو آمده از آسمان می‌دانستند.
رئیس جمهور روزولت در یکی از نخستین برنامه‌های نیودیل (قرار جدید) دستور داد تا سپاه غیرنظامی حفاظت از محیط زیست کمربند عظیمی از ۲۰۰ میلیون درخت را از کانادا تا ابیلین (شهری در مرکز تگزاس) بکارند، تا بادشکن، نگه دارنده‌ی آب در خاک، و تثبیت‌کننده‌ی خود خاک باشد. دولت همچنین شروع کرد به آموزش مزرعه‌داران برای حفاظت خاک و روشهای ضد فرسایش از قبیل کِشت تناوبی، کِشت نواری، کشت روی خطوط تراز و کرت‌بندی. در ۱۹۳۷، دولت فدرال یک کارزار پرتکاپو را برای تشویق کاسه‌ی غباری‌ها به اِعمال روشهای کاشت و شخم‌زنیِ حافظ خاک اجرا کرد. دولت وقتی بی‌میلیِ کشاورزان را دید، به ازای اجرای هر یک از روشهای جدید در هر نیم‌هکتار، یک دلار پرداخت کرد. تا ۱۹۳۸، با تلاش‌های انبوه حفاظت، میزان خاک سرگردان ۶۵ درصد کاهش یافته بود. با این حال، دیگر زمین قابلیت تولید محصولی به اندازه‌ی گذران واقعی زندگی مزرعه‌داران را نداشت. در پاییز ۱۹۳۹، پس از حدود یک دهه کثیفی و گرد و خاک، بالاخره یک بارندگی عادی به منطقه برگشت.

## عوارض اقتصادی دراز مدت
فارغ از پیامدهای کوتاه مدّت مهاجرت دو و نیم میلیون نفر به بیرون از دشتهای بزرگ، کاسه‌ی غبار پیامدهای دراز مدّتی نیز داشت. در برخی مناطق تا ۷۵ درصد از روخاک قابل کِشت، در طوفانهای ۱۹۳۰ تا ۱۹۴۰ از بین رفته بود، ولی تفاوتها و تغییرات زیادی در میزان تخریب خاک مشاهده می‌شد. اُفت ارزش زمین، یکی از تأثیر‌های ماندگار کاسه‌ی غبار بود. شهرستان‌هایی که بیشترین فرسایش‌ها را به خود دیده بودند، همان‌هایی بودند که شدیدترین اُفت ارزش زمین را داشتند. ارزش هر جریب زمین در شهرستان‌های پُر فرسایش تا ۲۸ درصد و در شهرستان‌های دارای فرسایش متوسط تا ۱۷ درصد کاسته شده بود.
حتی شهرستان‌هایی که موفق به حفظ بخش عمده‌ی روخاک شده بودند، کاهش چشمگیری در قیمت زمین را شاهد بودند، چرا که در معرض اثرات خارجی نواحی آسیب دیده‌ی مجاور بودند. حتی پس از سالها نیز، ارزش کامل کشاورزی اغلب زمینها به جایگاه پیشین خود بازنگشت. با مبنا قرار دادن ارزش دلار در سال ۲۰۰۷، اُفت ارزش زمین ناشی از کاسه‌ی غبار، نزدیک دو میلیارد دلار تخمین زده می‌شود. مسیر دیگری که تأثیرات اقتصادی ماندگار شدند، ناکامی مزرعه‌داران در جایگزینی اقلام زراعیِ کاراتَر بود.
بسیاری از مزرعه‌دارانی که در منطقه ماندند، درک نکردند که در شرایط تخریب کیفیت خاک، می‌توانند زمینشان را با روشهای جایگزین به کار گیرند. از آنجا که مقدار روخاک کاسته شده بود، تغییر الگو از صیفی‌جات و گندم به دامداری و کِشت علوفه می‌توانست بهره‌وَرتر باشد. زمین‌های کم‌کیفیت، در پروش دام نسبت به تولیدات زراعی بهره ورتر هستند. به جز بی‌اطلاعی مزرعه‌داران از فواید تغییر کابری زمین، در دسترس نبودن اعتبارات نیز مزید بر علت شده بود. در رکود بزرگ، بانک‌های بی‌شماری در منطقه‌ی کاسه‌ی غبار ورشکسته شده بودند (به نسبت بیش از دیگر مناطق) و مزرعه‌داران نمی توانستند سرمایه‌ی لازم برای تغییر الگو را به دست آورند. البته حاشیه‌ی سود تغییر الگو نیز چندان دلگرم‌کننده نبود.
حتی اگر برخی مزرعه‌داران به اقلام زراعی کاراتَر رو می‌آوردند، کاهش درآمد دراز مدّت مشاهده‌شده در دشتهای بزرگ، تکان‌دهنده بود. به طور میانگین، ۵۰ تا ۷۰ درصد از اُفت اولیه‌ی درآمد واقعی تجربه شده در دوره‌ی کاسه‌ی غبار، از ۱۹۵۰ تا ۱۹۹۰ تداوم یافت. اثر دراز مدت سوّم، افزایش اندازه‌ی مزارع دشتهای بزرگ بود. اندازه‌ی زمینها از ۱۹۳۰ تا ۱۹۴۰ به طور متوسط ۶ تا ۱۰ درصد افزایش یافت. ظاهراً کشاورزانی که به رغم خشکسالی در منطقه مانده بودند، زمین‌های بی‌کیفیتی را که همسایگان سابقشان رها کرده بودند، صاحب می‌شدند و مزارع بزرگتر، به‌معنی امکان تعداد قطعات بیشتری زمین آیش بود.
با وجود کاهش دراز مدت ارزش زمینها و درآمد زراعی، نرخ بیکاری در مناطق آسیب‌دیده در حدّ بالایی نماند. در ۱۹۵۰ نرخ بیکاری شهرستانهای آسیب دیده در خشکسالی دهه‌ی سی، تفاوتی با دیگر مناطق نداشت و این به احتمال قوی نتیجه‌ی جابجایی بخش بزرگی از جمعیت بیکار شده‌ی آن شهرستان‌ها در سالهای قبل بود.

## تأثیر متقابل با دنیای هنر و رسانه و تولید محتوا
عکاسان، موسیقی‌دانان و نویسندگان پرشماری، بحران کاسه‌ی غبار را مستندسازی کردند. بسیاری از آنها، در دوران رکود بزرگ، به استخدام دوایر فدرال آمریکا در آمده بودند. اداره حفاظت از مزارع، تعداد زیادی عکاس را به‌کار گرفت تا بحران را ثبت کنند و این کمک بزرگی بود به هنرمندان شاخصی همچون دوروتیا لنگ. این زن، عکس و گزارش‌های تصویری ماندگاری از طوفانها و خانواده‌های مهاجر گرفت، که در معروف‌ترین آنها، مادر مهاجر، زنی تکیده به‌نام فلورنس اوونز تامپسون سه فرزندش را زیر بال و پر گرفته است. این عکس، عمق فاجعه‌ی کاسه‌ی غبار را به‌طرز مؤثر و تکان‌دهنده‌ای ثبت کرد و موجب شد مردمان بیشتری به بحران ایالت‌های آسیب‌دیده‌ی کشور پی ببرند و توجه کنند.

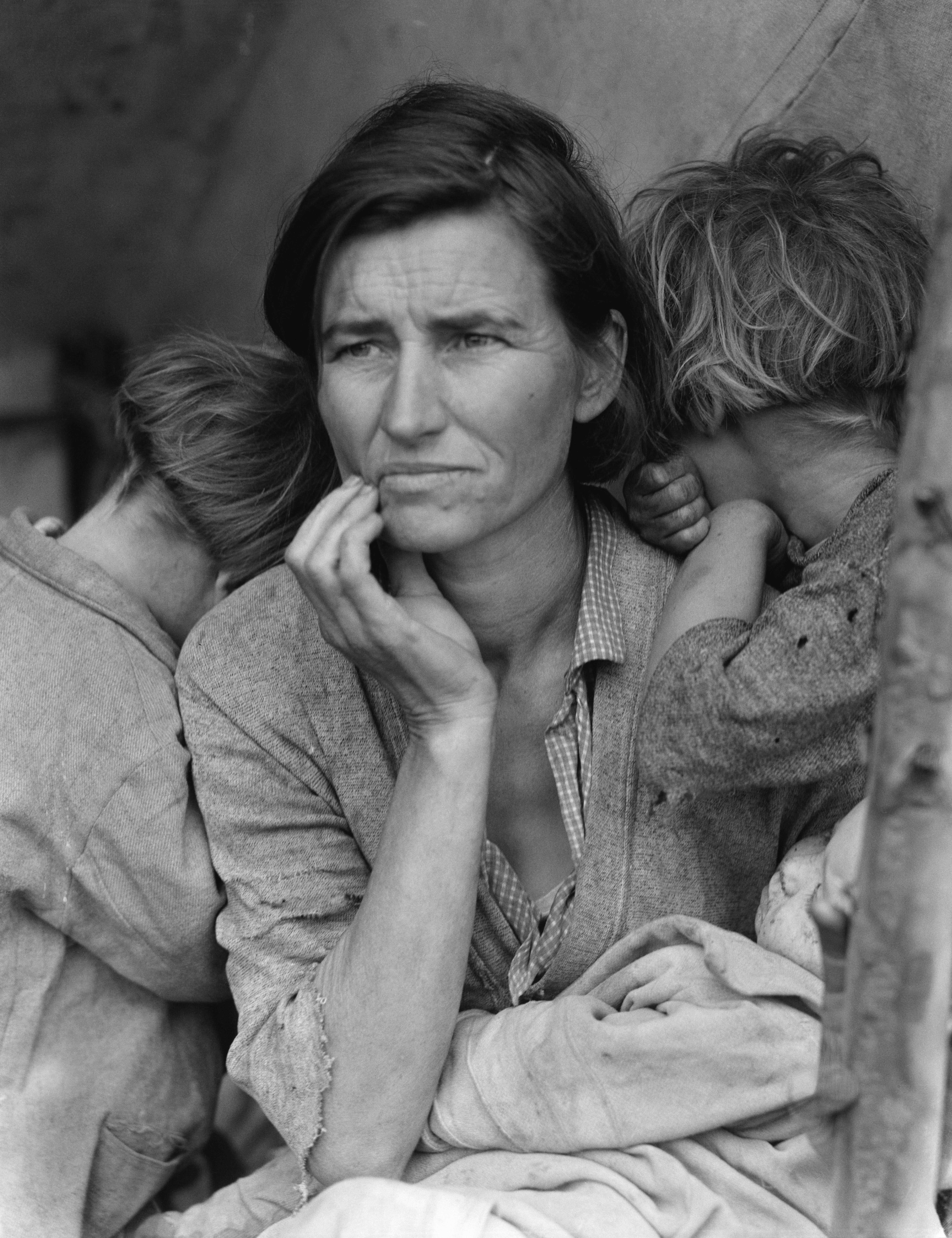
مادر مهاجر، دورتیا لنگ

کارهای هنرمندان مستقلی همچون وودی گاتری خواننده‌ی فولک و جان استاینبک رمان‌نویس نیز متأثر از بحران‌های کاسه‌ی غبار و رکود بزرگ بود؛ استاینبک دو رمان «خوشه‌های خشم» و «موشها و آدمها» را درباره‌ی مردمانِ آسیب‌دیده از این بحران‌ها نوشت. خودِ مردمانی نیز که دشتهای بزرگ را ترک می‌کردند، موسیقی‌شان را با خود می‌بردند. به‌عنوان مثال، مهاجران اوکلاهمایی، آدم‌های روستایی بودند و موسیقی کانتری را به موسیقی کالیفورنیا پیوند زدند.